# Geschichte der Eisenbahn in Norwegen

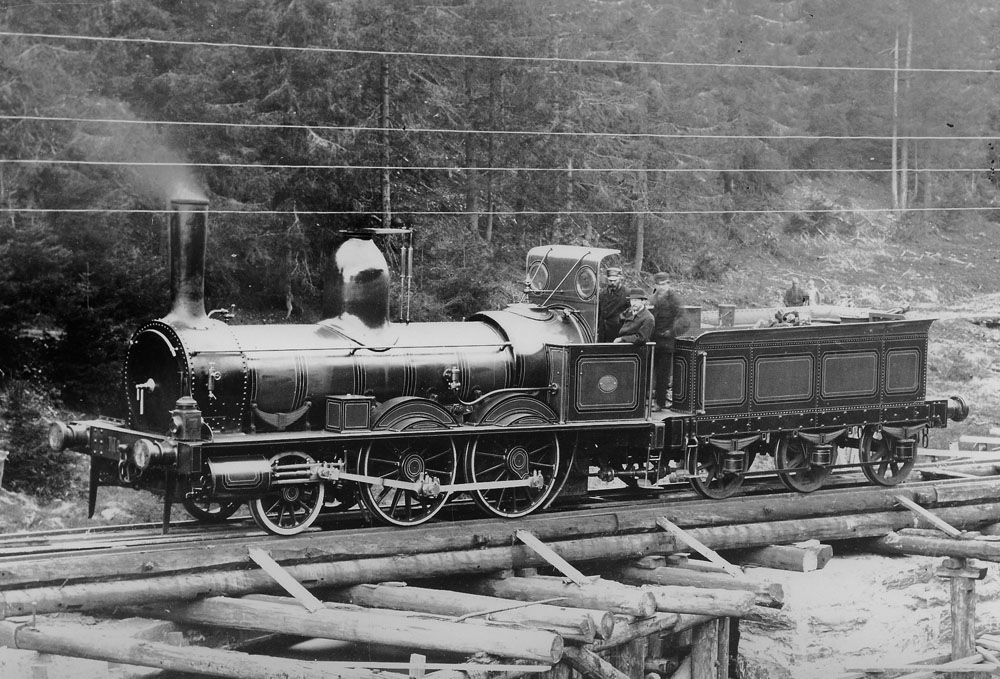
Norwegische Lokomotive der Baureihe A von Robert Stephenson, Newcastle upon Tyne, ca. 1860, in Bøhn bei Eidsvoll

Wagen 1./2. Klasse für Kapspur, 1868

Die Geschichte der Eisenbahn in Norwegen umfasst die organisatorischen und technischen Entwicklungen des Eisenbahnverkehrs auf dem Gebiet des Königreiches Norwegen vom 19. Jahrhundert bis zur Gegenwart. Sie ist durch die für den Eisenbahnbau schwierige Topografie in weiten Teilen des Landes geprägt.

## Geografische Voraussetzungen
In dem großenteils dünn besiedelten Hochgebirgsland Norwegen mit seiner Fjordküste und seinen großen Entfernungen war der Bau des Eisenbahnnetzes mit besonderen Schwierigkeiten verbunden. Viele für den Fernverkehr bestimmte norwegische Bahnstrecken wurden im 19. Jahrhundert zunächst in Schmalspur, zumeist Kapspur, ausgeführt und im 20. Jahrhundert auf Normalspur umgespurt.

## Erste Streckenbauten
Als erste Bahnstrecke in Norwegen wurde 1854 die 68 km lange Hovedbane zwischen Christiania und Eidsvoll in Normalspur in Betrieb genommen. In Eidsvoll bestand Anschluss an die auf dem Mjøsa eingerichtete Dampfschifflinie.
Vom Hamar am Mjøsa nach Norden wurde 1862 die Hamar–Grundsetbane nach Elverum in Kapspur gebaut.
Kongsvingerbanen zwischen Lillestrøm an der Hovedbane und Kongsvinger wurde 1862 in Normalspur eröffnet und später ostwärts mit dem schwedischen Bahnnetz verbunden.
In Mittelnorwegen wurde 1864 die Trondheim-Støren-Bane in Kapspur eröffnet. Mit dem Lückenschluss zur Hamar–Grundsetbanen durch die Rørosbane entstand 1877 als Kombination aus Vollspurbahn, Binnenschiff und Schmalspurbahn die erste dampfbetriebene Binnenlandverbindung zwischen Oslo und Trondheim.
Bergensbanen wurde 1875 mit der 1883 fertiggestellten Teilstrecke von Bergen (Norwegen) nach Voss als Schmalspurbahn begonnen. Erst 20 Jahre später, von 1902 bis 1909, wurde die Strecke in Normalspur über die Hardangervidda mit dem übrigen Eisenbahnnetz verbunden. 1905 wurde die Spurweite der alten Teilstrecke angepasst.
Der westliche Teil der Bahnstrecke Luleå–Narvik von Kiruna zum norwegischen Hafen Narvik, (norwegisch Ofotbanen) wurde 1903 fertiggestellt. Die für die Hell–Sunnanbanen bestellte Lokomotive 15c 125 wurde direkt ab Werk im Februar 1902 an die Ofotbane geliefert. Als Leihgabe des NSB-Distrikts 4 in Trondheim fuhr sie den norwegischen Zug zur Feier der Vereinigung des norwegischen und des schwedischen Teils der Strecke Kiruna–Narvik–Fagernes am 15. November 1902 nach Riksgrensen.

## Streckenbauten im 20. Jahrhundert
Mehrere wichtige Bahnstrecken Norwegens wurden erst im 20. Jahrhundert begonnen und fertiggestellt:
- von 1913 bis 1921 die Dovrebahn, die die Fahrzeiten zwischen Oslo und Trondheim beträchtlich verkürzte
- von 1912 bis 1924 die Raumabane zum Hafen Åndalsnes
- von 1920 bis 1944 die Sørlandsbane in Südnorwegen
- Der Bau der Nordlandsbane wurde in vielen Einzelabschnitten von 1905 (Trondheim–Steinkjer) bis 1962 (Bodø am Polarkreis) ausgeführt

## Staatliche Norwegischen Staatsbahnen
Die Gründung der Norwegischen Staatsbahnen wurde 1882 vom Storting beschlossen. Ab 1883 fasste das Gemeinschaftsunternehmen alle Staatsbahnen, die seit 1861 eröffnet worden waren unter einer zentralen Verwaltung zusammen. Lorentz Henrik Müller Segelcke wurde der erste Generaldirektor. Vor 1883 hatte der Staat Eisenbahnen als selbstständige Aktiengesellschaften mit staatlicher Mehrheitsbeteiligungen gebaut und betrieben. Diese wurden vor Ort geführt und hatten Namen, die sich an geografischen Begriffen orientierten. Als Beispiel soll die Vestbanerne dienen, die die drei Schmalspurbahnen Randsfjordbanen, Christiania–Drammenbanen (CDB) und Vestfoldbanen umfasste.
1996 wurden die Norges Statsbaner (NSB) aufgeteilt in das für die Infrastruktur zuständige Jernbaneverket (JBV) und die Norges Statsbaner BA (NSB BA), die im Wesentlichen den Personenverkehr betrieb. Diese wurde 2002 in die Aktiengesellschaft Norges Statsbaner AS, die dem Staat gehört, überführt und 2019 in Vy (Vygruppen AS) umbenannt. Der Güterverkehr wurde von mehreren anderen Gesellschaften übernommen.